# Hanna Strack
Hanna Strack, geb. Heinrich, (* 9. Oktober 1936 in Weiler) ist eine deutsche evangelische Theologin und Autorin. Sie lebt in Pinnow bei Schwerin.

## Leben
Strack studierte Evangelische Theologie in Berlin, Marburg, Zürich und Heidelberg, unter anderem bei Ernst Fuchs und Gerhard Ebeling. 1965 wurde sie in der Evangelischen Landeskirche in Baden ordiniert. Sie gehörte zum ersten Jahrgang von Frauen, die gleich behandelt wurden wie Männer, doch zunächst nur in der Badischen Landeskirche. Nach einem Jahr Vikarin in Karlsruhe-Mühlburg arbeitete sie als Religionslehrerin an unterschiedlichen Schularten, zuletzt am Pestalozzi-Gymnasium in München.
Von 1993 bis 2005 war sie Mitherausgeberin und Mitautorin des FrauenKirchenKalenders und gründete zu dessen Veröffentlichung den Hanna-Strack-Verlag. In diesem Zusammenhang hat sie auch den Hanna-Strack-Preis gestiftet, mit dem Gottespoetinnen geehrt werden. Mit Eleonora Kostjuk gab sie den Christlichen Kalender für Frauen in deutscher und russischer Sprache heraus, der in Deutschland und in St. Petersburg gedruckt und in das Gebiet der ehemaligen Sowjetunion versandt wurde.
Von 1994 bis 1997 war sie Leitende Pastorin der Evangelischen Frauenhilfe der Evangelisch-Lutherischen Landeskirche Mecklenburgs. Sie initiierte die „Reise zu den Heiligen Frauen“ in den Kirchen Mecklenburgs.
Seit 1987 widmet sie sich der Feministischen Theologie und der Frauenliturgiebewegung. Sie schrieb und veröffentlichte Segenstexte mit dem Bezug zum Alltag und gab damit den Anstoß zur Kreativität auf diesem Gebiet. 2006 veröffentlichte sie ihr Buch Die Frau ist Mit-Schöpferin. Eine Theologie der Geburt, die erste bekannte Arbeit über dieses Thema. Danach folgten viele Vortragsreisen im In- und Ausland, Buchbeiträge und Aufsätze.
2017 erschien das Buch „Schöpfungswonne. Eine Theologie des Blühens“, in dem sie Bilder des Blühens-Wachsens-Fruchtbringens sowohl im Menschen als auch in der Bibel vorstellt. Dieses persönliche Buch nennt sie ihr theologisches Vermächtnis.

## Mitgliedschaften
- Konvente der Theologinnen in Deutschland, Bayerns und der Nordkirche
- ÖFCFE Ökumenisches Forum christlicher Frauen Europas
- ESWTR Europäische Gesellschaft für Frauen in theologischer Forschung
- ISSPM Internationale Gesellschaft für prä- und perinatale Psychologie und Medizin
- Alumni der Studienstiftung des Deutschen Volkes

## Veröffentlichungen

### Bücher
- Den Schatz heben. Gottesdienste nach biblischen Texten. Chr. Kaiser Verlag, München 1992, ISBN 978-3-459-01939-7.
- Segen – Herberge in unwirtschaftlicher Zeit. Hanna-Strack-Verlag, Pinnow 1997, ISBN 978-3-929813-01-2.
- Frauen in den Visionen Hildegard von Bingen. Hanna-Strack-Verlag, Pinnow 1997, ISBN 978-3-929813-22-7.
- Segen ist nicht nur ein Wort. Hanna-Strack-Verlag, Pinnow 1998, ISBN 978-3-929813-19-7
- Segen strömt aus der Mitte. Hanna-Strack-Verlag, Pinnow 1999, ISBN 978-3-929813-05-0
- Die Frau ist Mit-Schöpferin. Eine Theologie der Geburt. Christel Göttert Verlag, Rüsselsheim 2006, ISBN 978-3-922499-85-5.
- Guter Hoffnung sein. Ein spiritueller Begleiter in Schwangerschaft und Geburt. zusammen mit Gunhild Nienkerk, Tyrolia Verlag, Innsbruck 2013, ISBN 978-3-7022-3249-8.
- Spirituelle Reise zur Gebärmutter. Entdecken – Staunen – Würdigen. AT Edition, Münster 2014, ISBN 978-3-89781-231-4.
- Schöpfungswonne. Eine Theologie des Blühens. AT Edition, Münster.

### Beiträge
- Kanzelschwalben werden Zaunköniginnen. Frauenliturgien als Anzeichen einer Metamorphose des Christentums in: Donate Pahnke (Hg.): Göttinnen und Priesterinnen. Facetten feministischer Spiritualität. Gütersloher Verlagshaus, Gütersloh 1995.
- Segen – Praktisch. in: Elisabeth Gössmann (Hg.): Wörterbuch der feministischen Theologie. Gütersloher Verlagshaus, Gütersloh 2002.
- Spiritualität – Praktisch. in: Elisabeth Gössmann (Hg.): Wörterbuch der feministischen Theologie. Gütersloher Verlagshaus, Gütersloh 2002.
- Sterben zum Tode ODER Leben als Anfangen in: Andrea Günter: Maria liest. Das heilige Fest der Geburt. Christel Göttert Verlag, Rüsselsheim 2004.
- „Fürchte dich nicht!“ Hebammen und die Theologie der Geburt. in: Andrea Günter: Maria liest. Das heilige Fest der Geburt. Christel Göttert Verlag, Rüsselsheim 2004.
- Die Frau ist Mitschöpferin durch die Kraft und die Gelassenheit und den Mut. in der Zeitschrift: Wege zum Menschen (2005 Jg. 57, Heft 4) Vandenhoeck & Ruprecht Verlag, Göttingen 2005.
- Theologie der Prä-Natalität und der Geburt. in: Sabine Bieberstein et al. (Hg.): Jahrbuch der Europäischen Gesellschaft für theologische Forschung von Frauen. (2008, Bd. 16) Peeters, Leuven 2008.
- „O Stunde der Geburten“. Das Sprachbild Geburt in Gedichten von Nelly Sachs. in: Annette Esser et a. (Hg.): Kinder haben – Kind sein – Geboren sein: Philosophische und theologische Beiträge zu Kindheit und Geburt. Ulrike Helmer Verlag, Königstein 2008.
- Die Metapher vom Gewebe – Schwesternschaften mit einem Gedicht Hannah Arendts. in: Annette Esser et a. (Hg.): Kinder haben – Kind sein – Geboren sein: Philosophische und theologische Beiträge zu Kindheit und Geburt. Ulrike Helmer Verlag, Königstein 2008.
- In jeder Geburt ist der Schöpfungsakt sichtbar: Die positiven Kräfte der Geburt., zusammen mit Juhanna Vogt in: Margit Eckolt, Sabine Pemsel-Maier (Hg.): Unterwegs nach Eden. Zugänge zur Schöpfungsspiritualität. Matthias-Grünewald-Verlag, Ostfildern 2009.
- Mitschöpferin-Sein – Geburt als schöpferischer Prozess und ihre Bedeutung für eine Neukonzeption von Schöpfungsspiritualität. in: Brigitte Enzner-Probst, Elisabeth Moltmann-Wendel: Im Einklang mit dem Kosmos. Schöpfungsspiritualität leben, lehren und lernen.. Matthias-Grünewald-Verlag, Ostfildern 2009.
- Grundgedanken einer Theologie des Blühens. in: Lisa Isherwood et al. (Hg.): Jahrbuch der Europäischen Gesellschaft für theologische Forschung von Frauen. (2010, Bd. 18) Peeters, Leuven 2010.
- Pränatalität in der Bibel am Beispiel ausgewählter Texte. in: Sven Hildebrandt et al. (Hg.): Wurzeln des Lebens. Die pränatale Psychologie im Kontext von Wissenschaft, Heilkunde, Geburtshilfe und Seelsorge. Mattes Verlag, Heidelberg 2012.
- Blühen, wie es unseren Wurzeln entspricht. Frauenliturgien – Geschichte und Gegenwart. in: Hans-Hermann Tiemann: Persönlich ansprechen. Situationsgerecht Gottesdienst feiern. Luther-Verlag, Bielefeld 2016.